# 明月寺
明月寺，位于中国广东省惠州市博罗县石湾镇铁场村，为博罗县的一个县级文物保护单位，类型为古建筑，公布时间为1978年。
明月寺的历史年代为清代。